# عاذل (شهر)
عَإذِل اسم شهر شعبان في الجاهلية، وهو الشهر الثامن من شهور السنة في الجاهلية.